# 井ノ上奈々
井ノ上 奈々（いのうえ なな、1983年7月11日 - ）は、日本の声優、司会者、舞台女優。北海道生まれ、千葉県（印西市）育ち。

## 経歴
少女時代に憧れていた職業は本屋、図書館の司書など、本に関する仕事に就きたいと思っていたという。
小学3年生くらいの時に教科書の音読を教師に褒められ、「声を出して演技することがおもしろい」と思うようになったという。運動会の放送で実況をしたり、学年発表会で影絵の演劇に立候補したり、積極的に声を発することに関わってきたという。声優を目指すようになったきっかけは、中学1年生の時、学校の先輩にテレビアニメ『魔法騎士レイアース』の脚本集を読ませてもらった時のことである。その脚本集を読み、「私も魔法の言葉を叫んでみたい！」と思うようになって、声優に興味を持つようになったという。当時はまだ13歳だったため、「さすがに早いし無理かな」と思いつつ、親に「声優になりたい」と話していたところ、父が声優雑誌を買ってきて、声優の専門学校や養成所のページに付箋を貼ってくれたという。父に「受けてもいい？」と聞いていたところ、「いいよ」と言われて受かったため、そのまま養成所に通うようになったという。
千葉県立布佐高等学校卒業。専門学校東京ミュージック&メディアアーツ尚美声優学科声優コース卒業。
専門学校東京ミュージック&メディアアーツ尚美在学中に声優アイドル化計画『くるくるTwincle』で活動開始。『なんくるエイサー』、テレビアニメ『PEACE MAKER鐵』でデビュー。
専門学校東京ミュージック&メディアアーツ尚美を卒業後、ラムズに所属。
2005年にはテレビアニメ『IZUMO -猛き剣の閃記-』への出演を契機に宮崎羽衣・庄子裕衣・斎藤桃子と「クローバー」を結成し、イベント出演やCDリリースなどユニット活動を展開した。ラジオパーソナリティとしての本格的な活動もこの頃から始まった。また、ラムズが2006年春に立ち上げた劇団RATの一員としても活動した。
2007年4月からは事務所の後輩で親友でもある酒井香奈子と声優ユニット「ナナカナ」を結成し、アーティスト活動を開始。同時に情報番組や幼児向け番組の司会、ラジオのレギュラーなど1年間幅広く活動を行っていた。
また、2009年夏に同業界で仲の良いメンバーでライブイベントを開催したことをきっかけに同年10月より稲村優奈・花村怜美・吉田仁美・酒井香奈子と声優ユニット「パーティ5」を結成。この「パーティ5」がレギュラーのラジオ番組『パーティ5のひまつぶしラジオ』内で繰り広げられるラジオドラマ『娯楽ドラマ劇場』では井ノ上自らが脚本を担当。以後、脚本家としての活動も開始している。
2010年春頃からはイベントMCとしての活動も開始。また、同年9月をもってラムズを退所。一時フリーで活動を続けていたが、2011年4月からはヴィムス所属になっている。
2011年12月開催のコミックマーケット81より井ノ上名義での同人活動を開始。当初は委託販売のみであったが、2012年8月のコミックマーケット82では個人サークル「奈々屋」として初参加。
2015年3月9日、自身のTwitterにて、声優の市来光弘と結婚したことを発表した。色んな思いを書く場所がないのでメモで書いて写真を撮り、それをまとめて公開した。その後、WEB版ニュースなどに取り上げられる。また、マチ★アソビvol.14において5月4日に新町橋東公園にて公開結婚式が行なわれた（式はキリスト教式）。
結婚から1周年の2016年3月9日に両者の親族と親しい友人を招いて、親族を前に改めて結婚パーティーをした。また、友人の一人である鷲崎健が自身の歌である「娘よ」を披露する。約10年前、この日の為に書いた曲を歌いお祝いした。
2017年6月15日、第1子男児の出産を報告する。
2020年4月1日、ヴィムスを退所し、フリーになったことを発表した。
2022年12月29日より、株式会社KiNOMEと業務提携することを発表。

## 人物
- 後輩である酒井香奈子や、稲村優奈とは親交が深い（互いのブログにしばしば登場している）。『つよきす Cool×Sweet』の時には共演した藤田咲との仲を深めている。
- イラストレーターのN村とは、幼なじみ[18]。
- 高校時代は演劇部、生徒会に所属。
- 4人きょうだいで兄、弟、妹がいる[19][20]。弟は同じ高校で軽音楽部。
- 座右の銘は「家族愛」[5]。

## 出演
太字はメインキャラクター。

### テレビアニメ
2003年
- PEACE MAKER 鐵（キク）

2004年
- 流星戦隊ムスメット（モドキ）

2005年
- IZUMO -猛き剣の閃記-（玄武）

2006年
- ゴーストハント（笠井千秋）
- Soul Link（幼い涼太）
- つよきす Cool×Sweet（鉄乙女）
- マジカノ（杏樹リカ）

2007年
- 素敵探偵ラビリンス（和泉みのり）
- MASTER of EPIC The AnimationAge（ワラゲ・ブルー）

2009年
- アラド戦記〜スラップアップパーティー〜（少女）
- 炬燵猫（ハナ）

2011年
- ぬらりひょんの孫 千年魔京（妖怪女、メイド）
- BLEACH（女子大生）

2012年
- あらしのよるに 〜ひみつのともだち〜（レミ、ウサギA、ルル、鳥3）
- はいたい七葉（2012年 - 2013年、ラーナ）- 2シリーズ

2013年
- 黒魔女さんが通る!!（古島真紅）

2016年
- ももくり（新聞部部長）
- 競女!!!!!!!!（井上真央）

2018年
- 立花館To Lieあんぐる（はなび母）
- レイトン ミステリー探偵社 〜カトリーのナゾトキファイル〜（ダルシー）

2019年
- ピアノの森

2025年
- ぬきたし THE ANIMATION（女部田郁子）

### 劇場アニメ
- HELLS ANGELS（2008年、キュリア[38]）
- 劇場版BLEACH 地獄篇（2010年、女生徒）
- 劇場版 BanG Dream! Episode of Roselia I：約束（2021年、運営スタッフ）

### OVA
- Memories Off ＃5 とぎれたフィルム THE ANIMATION（2006年、仙堂麻尋）
- 武装神姫（2013年）[39]
- 無邪気の楽園（2014年 - 2016年、佐々木奈子）※コミックス第6巻・8巻・10巻特典DVD

### Webアニメ
- ももくり（2016年、遠藤さん）
- 未来色の風景（2017年、美樹[40]）
- 印西あるある物語（2022年、西住南[3]）

### ゲーム
2005年
- Memories Off ＃5 とぎれたフィルム / encore（2005年 - 2007年、仙堂麻尋） - 2作品

2006年
- REC☆ドキドキ声優パラダイス☆（遠藤もみじ）
- グラナド・エスパダ（スカウト〈女〉）
- パルフェ -Chocolat Second Style-（沢崎都）
- ブルーブラスター（ミチル＝フェアテーゼ） - 2作品

2007年
- マジカノ ファンディスク じゃんけんぽんってマジですか?（杏樹リカ）
- ANGEL ASSORT vol.4（ミチル＝フェアテーゼ）
- 四八（仮）（江藤朋子）
- ひぐらしのなく頃に シリーズ（2007年 - 2018年、南井巴） - 6作品

2008年
- いかもの探偵 -IKATAN-（飛田給開）
- マナケミア2 〜おちた学園と錬金術士たち〜（エナーシア・ダイスラー）

2009年
- メモリーズオフ6 Next Relation（仙堂麻尋）
- ロロナのアトリエ 〜アーランドの錬金術士〜（ホム〈男〉）

2011年
- スマイル☆シューター シリーズ（2011年 - 2015年、竜胆寿々子） - 2作品
- 快盗天使ツインエンジェル〜時とセカイの迷宮〜（ポケにゃん）
- NAIL STAGE（プレイ中ボイス・テーマソング歌唱）

2012年
- うたの☆プリンスさまっ♪ Debut（星影セイラ）
- 君と一緒に2（秋山涼香）
- シェルノサージュ〜失われた星へ捧ぐ詩〜（カノン〈カノイール・ククルル・プリシェール〉）
- 姫ギャル♥パラダイス メチカワ！アゲ盛り↑センセーション！（あきひめ）
- 恋戦!!時空戦記（悪魔メフィスト）

2013年
- シェルノサージュ〜失われた星へ捧ぐ詩〜 RE:Incarnation（カノン〈カノイール・ククルル・プリシェール）
- ファントムブレイカー:バトルグラウンド シリーズ（2013年 - 2017年、九紋薙） - 2作品

2014年
- アルノサージュ〜生まれいずる星へ祈る詩〜（カノン）
- ブレイドアンドソウル（ナリム・ソユ）
- 天空のクラフトフリート（リンダ、カミラ、クリム、ウラヌス、ローズ、カリナ）
- ガールフレンド（仮）（川淵一美）
- HOLY BREAKER! -THE WITCH BETRAYED BLUE MOON WICCA-（天舞ミナセ）

2015年
- ぎゃる☆がん だぶるぴーす（2015年 - 2018年、神保雪菜）- 2作品

2016年
- プラマイウォーズV（喜多たかし）
- pop'n music うさぎと猫と少年の夢（タクト）

2017年
- デスティニーチャイルド（ニルティ）

2018年
- メモリーズオフ -Innocent Fille-（仙堂麻尋）

2020年
- 妖怪ウォッチ ぷにぷに（豆々犬）

2021年
- BRAVE FRONTIER ReXONA（リゼ）

2023年
- Grim Guardians Demon Purge（神保雪菜）

2024年
- 八剱伝Switch版（木曾燕）

### アプリ
- スマイル☆シューター（2010年、竜胆寿々子）

### 吹き替え
- ホジュン 伝説の心医（ユウォル）
- 大風水（ウンビ）
- マイPSパートナー（後輩）

### コンテンツ
- デジタルコミック VOMIC『屍鬼』（2008年、田中かおり）
- モーションコミック『地球の放課後』（2014年、片想いの子[58]）
- オーディオブック『君の膵臓をたべたい』（2016年、僕の母[59]）

### Web音声ドラマ
- シェルノサージュシリーズ（2012年 - 2013年、カノン(カノイール・ククルル・プリシェール)）
  - 試練編カノン幕間 信念ウラハラ[60]
  - 甲者とその隣人を対象とした生態調査[60]
  - シェルノサージュ WEB7次元通信 第1回タイトルコール[61]

### ドラマCD・朗読CD
2005年
- Memories Off ＃5 とぎれたフィルム Drama Collection（仙堂麻尋）

2006年
- エミル・クロニクル・オンライン オリジナルドラマCD は〜とふるMAP Vol.3（リリス）
- みんなでつくるメモオフCD!! Season 3（仙堂麻尋）
- BLUE BLASTER SOUND FIELD PACK（ミチル・フェアテーゼ）

2007年
- "声優"とバーチャルデート2
- 告白CD（凹ちゃん。）
- マジカノ〜魔女の森のリンゴ狩り〜（杏樹リカ）

2008年
- THOR CODE ドラマCD（東辻美雪）
  - THOR CODE ドラマCD 零 メガミマガジン100号記念オリジナル企画（東辻美雪）

- Layla's Story vol.1 白雪天使（フミヒコ）

2010年
- 漂白戦記SUASHI（クラスメイト、子供）
- 朗読CD+イラスト本「ANNA〜君に贈る魔法の石〜」（バースディイベント2010販売グッズ）

2012年
- シェルノサージュ〜失われた星へ捧ぐ詩〜 ドラマCD シェルノサージュ試練編幕間（カノン〈カノイール・ククルル・プリシェール〉）
- 重要人物生態記録 Character profies Vol.1、2（カノン〈カノイール・ククルル・プリシェール〉）
- スマイル☆シューター ドラマCD 温泉旅館でおしごと（竜胆寿々子）
- 魔術士オーフェン しゃべる無謀編1（カレーリー）

2019年
- ホラーボイスドラマ『玩具修理者』（母親）

### ナレーション
- トレーディングカードゲームChaos TCG（出演時期不明）
- テレビアニメ『ぷるるんっ!しずくちゃん あはっ☆』DVD（2008年）
- 音泉インフォメーションCMナレーション（2012年3月）

### その他
- 超アイドル伝説大森杏子（美玲）
- キャラトーク（エトナ）

### ラジオ
※はインターネット配信。
2000年代
- Dear Voice Communication（2004年 - 2005年、アニスタ.TV※）
- クローバーの夜遊びカーニバル（2005年 - 2006年、ラジオ関西・2005年 - 2007年、アニスタ.TV※）
- セガサミーアワー はーい井上商店ですよ!（2005年 - 2006年、文化放送）
- 川本成・井ノ上奈々の二人はいきなり（2005年 - 2006年、文化放送「A&G 超RADIO SHOW〜アニスパ!〜」内コーナー※）
- ラジオしちゃうぞ!メモオフ＃5（2005年 - 2006年、ラジオ関西）
- 奈々と優奈のにじいろコレクション（2006年 - 2007年、ラジオ関西・アニスタ.TV※）
- マジカノ放送局（2006年、アニスタ.TV※）
- ふらっと…RAT（2006年、アニスタ.TV※）
- ますだおかだのオールナイトニッポン「松竹ばななの恋愛記念日」朗読（2006年、ニッポン放送系全国36局ネット）
- ナナカナ（2007年 - 2008年、ラジオ大阪・アニスタ.TV※）
- Fw:アニカンRADIO（2008年 - 2010年、ラジオ大阪）
- おしゃべりな天使たち（2008年、音泉※）
- いかたんRADIO（2008年 - 2010年、HiBiKi Radio Station※）
- 井ノ上奈々のメモオフラジオ→またまた井ノ上奈々のメモオフラジオ（2009年 - 2010年→2011年、HiBiKi Radio Station※）
- パーティ5のひまつぶしラジオ（2009年 - 2010年、ZAKZAK※）

2010年代
- Little Nonのアキバラ!!（2010年 - 2011年、岐阜放送・HiBiKi Radio Station※）
- 井ノ上奈々の2〜3次元同好会（2011年 - 2017年、音泉※）
- レレレの錬金術師（2011年 - 2015年、少年アルケミスト※）[63]
- スマイル☆シューター The RADIO（2012年 - 2014年、文化放送・超!A&G+※）[64]
- ちなつとまひろのメモオフラジオ!〜ふたりで風流庵〜（2013年、音泉※）[65]
- 井ノ上奈々とP.IDLのLisPon de こえあそび（2018年、文化放送）[66]

### ラジオCD
2006年
- 奈々と優奈のにじいろコレクション 2006年冬コミ限定ボックス
- にじコレ mini CD Vol.1 - 3

2007年
- 奈々と優奈のにじいろコレクション Special CD 赤盤、青盤
- ナナカナトークCD ナナとカナ いちまいめ
- ナナカナトークCD ナナとカナ にまいめ
- ナナカナトークCD ナナとカナ さんまいめ

2008年
- ナナカナBOX1・2・3!
- ナナカナBOX4・5・6!
- ナナカナBOX7・8・9!

2010年
- 井ノ上奈々のメモオフラジオCD vol.1、2（CD、DVD）※2010年 - 2011年

2011年
- ＜音泉＞スペシャルCD 2011夏、冬（8月、12月）

2012年
- ラジオCD「井ノ上奈々の2〜3次元同好会」Vol.1 - 5（2012年 - 2014年）
- ＜音泉＞スペシャルCD 2012夏、冬（8月、12月）

2013年
- ＜音泉＞スペシャルCD 2013夏、冬（8月、12月）

2014年
- ＜音泉＞スペシャルCD 2014夏、冬（8月、12月）

2015年
- ＜音泉＞スペシャルCD 2015夏、冬（8月、12月）

2016年
- ＜音泉＞スペシャルCD 2016夏（8月）

### オリジナルビデオ
- CROSS OVER（2005年、井ノ上ナナ）
- ACCESS（2006年、真山澪）
- パルフェ Another Story（2006年、沢崎都）

### 映像商品
- メモリーズオフ クロニクル 特典DVD「井ノ上奈々のメモオフラジオ in 鎌倉」

### 舞台
2006年
- 陸の界賊（6月25日 - 27日、スペース・ゼロ）- 主演・春海紫音 役

2008年
- スーパー舞台 いかもの探偵 -IKATAN-（11月29日 - 30日、Studio Cube 326）- 主演・飛田給開 役

2011年
- トライフルエンターテインメントプロデュース「蒼空時雨」（7月12日 - 18日、テアトルBONBON）- 朽月夏音 役

2012年
- トライフルエンターテインメントプロデュース「吐息雪色」（12月21日・23日、ザ・ポケット）- 朽月夏音 役（ゲスト出演）

2014年
- テン・カウント・ゴング（2月）- 谷岡ひかり 役

2015年
- 結婚泥棒と6つの指輪 -Six Rings-
- 演劇企画CRANQ 3rd STAGE「止むに止まれず！」（2月11日、ザ・ポケット） - 謎の女 役

2016年
- 青春ゲットバック2（1月26日 - 31日、下北沢シアター711）
- 演劇企画CRANQ 4th STAGE Sound Play #1『プリモ・ピアット〜おいしい関係〜』（11月2日 - 6日）

2024年
- ぽわわわわん ろっこめ「あるひ森のなか短編にであった」（11月3日 - 5日、調布市せんがわ劇場）

#### 舞台DVD
- 陸の界賊 -オカノカイゾク-（2006年、主演・春海紫音）

### テレビ番組
2004年
- アニメ天国（4月 - ？、キッズステーション）

2006年
- アキハバラ情報局with GATV II→アキハバラ情報局PLUS（1月 - 3月→5月 - 10月、ANIMAX）
- Granado Espada Walker〜グラナド・エスパダの歩き方（4月 - 6月、キッズステーション）

2007年
- アニメぱらだいす!（4月 - 2010年3月、キッズステーション）
- ナニカナ☆ナナカナ（11月23日 - 2008年？、キッズステーション）

2008年
- キュピア〜HOLIDAY TV〜（1月 - 7月、TOKYO MX・テレビ大阪・岐阜放送）

### Webテレビ
2004年
- まるみえ☆ムスメット（2004年 - 2005年、アニメイトTV）

2005年
- Ex-ATV（エキサイトアニメ配信動画番組ナビゲーター、10月 - 2006年4月）※クローバー時期

2006年
- ミランカキャッチアップ（ミランカ内番宣番組、12月 - 2007年7月）

2008年
- ごんちゅーぶ（YouTube内ゴンゾチャンネル：2月29日 - 11月21日？）※ナナカナ時期

2009年
- 井ノ上奈々のS&S（あるとら：10月 - 2010年1月）

2011年
- ニコ生×Voice「激論!古賀茂明VS高橋洋一〜新政権に教えたい"ほんとうの政治主導"」（ニコニコ生放送：アシスタントMC、8月17日）
- スマイル☆シューター「スマイル☆シューターちゃんねる(仮)」（ニコニコ生放送・Ustream：11月26日）

2012年
- ぎゃる☆がんチャレンジ生でドキドキ?!24時間☆実況カーニバルinレレレの錬金術師（ニコニコ生放送：2月18日）
- ゲームの電撃 感謝祭 2012“超”生放送!＜ゲームの電撃チャンネル＞「ガスト シークレットステージ 第1部」裏トーク（ニコニコ生放送：3月18日）
- スマイル☆シューター「生っシュちゃんねる！」第2 - 8回（ニコニコ生放送：3月24日、4月21日、6月30日、7月28日、9月22日、10月27日、12月28日）
- 7次元通信プレ放送（サージュ・コンチェルト：6月30日）
- 7次元通信（サージュ・コンチェルト・HiBiKi Radio Station：7月20日〜11月16日、全9回）
- 押忍!!豪炎高校應援團 前夜祭〜パチスロ攻略マガジン主催 山佐スロワールド10周年記念番組〜（ニコニコ生放送：8月5日）
- 私立恵比寿中学メンバーと一緒に「極貧家族戦隊エビセン」をチェック!（ニコニコ生放送：番組MC、9月12日）
- スマイル☆シューター「生っシュちゃんねる！」徳島マチ★アソビ出張版（ニコニコ生放送：10月7日）
- パーティ5一夜限りの復活☆12/15はイベントだよSP!（ニコニコ生放送：12月3日）
- 井ノ上奈々の2〜3次元同好会のニコ生が決定！（ニコニコ生放送：12月9日）

2013年
- 電人☆ゲッチャ!（ニコニコ生放送：5月10日、6月7日、7月26日）
- 井ノ上奈々の2〜3次元同好会 ニコニコ生放送SP（ニコニコ生放送：7月12日）

### イベント・ライブ
2006年
- 奈々と誰かのトークショー（新宿ラムズホール、10月 - 2010年2月）

2007年
- RAMS Live Festival2007 at Shibuya O-EAST

2008年
- 井ノ上奈々バースディイベント（新宿ラムズホール、7月13日）

2009年
- 井ノ上奈々バースディイベント2009（パセラリゾーツ銀座店、7月11日）

2010年
- 井ノ上奈々バースディイベント2010（御茶ノ水 Zippal HALL、7月11日）
- 井ノ上奈々LIVE（渋谷O-crest、10月9日）

2012年
- 井ノ上奈々29th Birthday Event[2部制]（阿佐ヶ谷ロフトA、7月14日）

2013年
- ALOHAprojectPresents ナナとカナ真ん中バースデーライブ〜よっ三十祭〜（下北沢ReG、9月1日）

### イベント・ライブMC
2010年
- ドリームパーティ東京2010春内 Live 5pb.!（東京ビッグサイト、5月3日）
- 機動天使エンジェリックレイヤー トークイベント（秋葉原CLUBGOODMAN、7月24日）
- Live 5pb. 2010（JCBホール、10月16日）
- 祝！24歳 酒井香奈子お誕生会（パセラリゾーツグランデ渋谷、11月14日）

2011年
- 5pb.新作2タイトル合同記者発表会（パセラリゾーツ銀座店、1月8日）
- 計画0514〜歌い手の・歌い手による・歌い手が○○しちゃう!?イベント♪（東京総合美容専門学校ホール、5月14日）
- コミスタ×イラスタ×CLIPブース 発表会（コミックマーケット80、8月12日 - 14日）
- スマイル☆シューター トークライブ 1st Anniversary トークライブfeat.ゆりな（新宿ロフトプラスワン、8月26日）
- 祝25才 酒井香奈子お誕生日会（パセラリゾーツグランデ渋谷、11月13日）
- スマイル☆シューター トークライブ 第2弾inネイキッドロフト（ネイキッドロフト、12月28日）

2012年
- 第3回本牧ルアーフィッシングフェスティバル（横浜フィッシングピアーズ本牧海づり施設、1月22日）
- 八王子P メジャーファーストアルバム「electric love」リリースパーティ in ニコファーレ（ニコファーレ、年2月11日）
- スマイル☆シューター 2nd Anniversary（阿佐ヶ谷ロフトA、5月27日）
- スマイル☆シューター さまーとーく♪in阿佐ヶ谷ロフトA（阿佐ヶ谷ロフトA、8月19日）
- スマイル☆シューター ドラマCD発売イベント（アキバ☆ソフマップ1号店イベントスペース、9月29日）
- スマイル☆シューター とーくらいぶin秋葉原（秋葉原パセラ電気街店、11月10日）
- 酒井香奈子26thバースデーイベント アロハプロジェクト・プレゼンツ26-24(ふろーふし)〜若返り大作戦〜（パセラリゾーツグランデ渋谷、11月11日）

2013年
- 「at first sight - Best Selection of わかむらP feat.初音ミク」購入者限定イベント（東京銀座ソニービル、3月10日）
- 井ノ上奈々の2〜3次元同好会のスポンサー 株式会社エクシングの石井圭 結婚式二次会（6月29日）

## ディスコグラフィ

### シングル
| 枚  | 発売日        | タイトル | 規格品番   | オリコン 最高位 |
| --- | ------------- | -------- | ---------- | --------------- |
| 1st | 2006年7月26日 | WISH     | NECM-12133 | 162位           |

### その他ライブ映像
- アニぱら音楽館 EXTREME LIVE（2007年8月22日）
- RAMS LIVE FESTIVAL 2007（2008年3月12日）

### キャラクターソング
| 発売日   | 商品名                                                       | 歌                                                               | 楽曲                                                     | 備考                                                                 |
| 2005年   | 2005年                                                       | 2005年                                                           | 2005年                                                   | 2005年                                                               |
| -------- | ------------------------------------------------------------ | ---------------------------------------------------------------- | -------------------------------------------------------- | -------------------------------------------------------------------- |
| 12月22日 | Memories Off #5 とぎれたフィルム PREMIUM COLLECTION 3 MAHIRO | 仙堂麻尋（井ノ上奈々）                                           | 「Dissolve」                                             | ゲーム『Memories Off #5 とぎれたフィルム』仙堂麻尋エンディングテーマ |
| 2006年   |                                                              |                                                                  |                                                          |                                                                      |
| 4月7日   | みんなでつくるメモオフCD!! Season3                           | みんな&みんな                                                    | 「紙ヒコーキの旅（メモオフバレンタインコンサートLive）」 | ゲーム『Memories Offシリーズ』関連曲                                 |
| 4月7日   | みんなでつくるメモオフCD!! Season3                           | 池澤春菜、山本麻里安、小林沙苗、白石涼子、村田あゆみ、井ノ上奈々 | 「ロマンシングストーリー」                               | ゲーム『Memories Offシリーズ』関連曲                                 |
| 8月11日  | BLUE BLASTER SOUND FIELD PACK                                | ミチル・フェアテーゼ（井ノ上奈々）                               | 「ハレルヤ彗星群」                                       | ゲーム『ブルーブラスター』関連曲                                     |
| 8月23日  | つよきす Cool×Sweet コンプリートセレクション                 | 鉄乙女（井ノ上奈々）                                             | 「GAME OVER」                                            | テレビアニメ『つよきす Cool×Sweet』関連曲                            |
| 2008年   |                                                              |                                                                  |                                                          |                                                                      |
| 1月30日  | 素敵探偵ラビリンス 迷宮ソングシリーズIV                      | 和泉みのり（井ノ上奈々）                                         | 「友達」 「友達 -REMIX-」                                | テレビアニメ『素敵探偵ラビリンス』関連曲                             |
| 2012年   |                                                              |                                                                  |                                                          |                                                                      |
| 12月29日 | ヨロシク☆サンキュ                                            | 桃ヶ原ぴんく（井ノ上奈々）                                       | 「My dear friend」                                       | ゲーム『スマイル☆シューター』関連曲                                  |

### その他参加楽曲
| 発売日   | 商品名                                               | 歌 | 楽曲                                    | 備考                                                                   |
| 2005年   | 2005年                                               | 2005年 | 2005年                                  | 2005年                                                                 |
| -------- | ---------------------------------------------------- | --- | --------------------------------------- | ---------------------------------------------------------------------- |
| 12月22日 | DOKI2ホリデイ〜そらいけお父さん                      | ナナケンキッコ                                                                                              | 「DOKI2ホリデイ〜そらいけお父さん」     | ラジオ番組『セガサミーアワー はーい井上商店ですよ!』オープニングテーマ |
| 12月22日 | DOKI2ホリデイ〜そらいけお父さん                      | ナナケンキッコ                                                                                              | 「どうして」                            | ラジオ番組『セガサミーアワー はーい井上商店ですよ!』エンディングテーマ |
| 2007年   |                                                      | |                                         |                                                                        |
| 2月14日  | 奈々と優奈のにじいろコレクション Special CD 赤盤     | 井ノ上奈々                                                                                                  | 「なないろのチカラ」                    |                                                                        |
| 2月14日  | 奈々と優奈のにじいろコレクション Special CD 青盤     | 井ノ上奈々                                                                                                  | 「なないろの片思い」                    |                                                                        |
| 2月14日  | 奈々と優奈のにじいろコレクション Special CD 青盤     | 井ノ上奈々、稲村優奈、ノゾミ                                                                                | 「なないろ気分で海をゆけ」              |                                                                        |
| 11月22日 | Pray For Happiness                                   | 野川さくら、宮崎羽衣、YOFFY & IMAJO、酒井香奈子、井ノ上奈々、近江知永、庄子裕衣、阿部玲子、三好麻美、山村響 | 「Pray For Happiness」                  | ライブイベント『RAMS LIVE FESTIVAL 2007』テーマソング                  |
| 11月22日 | Pray For Happiness                                   | 野川さくら、宮崎羽衣、YOFFY & IMAJO、酒井香奈子、井ノ上奈々、近江知永、庄子裕衣、阿部玲子、三好麻美、山村響 | 「Pray For Happiness（Acoustic Ver.）」 |                                                                        |
| 2010年   |                                                      | |                                         |                                                                        |
| 8月14日  | BLUE TOPAZ                                           | 井ノ上奈々                                                                                                  | 「Sweet x Sweet」                       |                                                                        |
| 12月29日 | FOXTROT SPECIAL BEST                                 | 井ノ上奈々                                                                                                  | 「Let me go」                           | 舞台『いかもの探偵 -IKATAN-』エンディングテーマ                        |
| 12月29日 | 君がナンバーワン/ユラユラLOVE                        | ミ★pop featuring 井ノ上奈々                                                                                 | 「君がナンバーワン」                    | コミックマーケット79限定シングル                                       |
| 12月30日 | FAR EAST OF EAST IV                                  | 井ノ上奈々                                                                                                  | 「snow snow」                           |                                                                        |
| 2012年   |                                                      | |                                         |                                                                        |
| 3月23日  | ラジオCD「井ノ上奈々の2〜3次元同好会」Vol.1          | 井ノ上奈々                                                                                                  | 「きみともっと」                        | ラジオ『井ノ上奈々の2〜3次元同好会』オープニングテーマ                 |
| 3月23日  | ラジオCD「井ノ上奈々の2〜3次元同好会」Vol.1          | 井ノ上奈々                                                                                                  | 「また逢いましょう」                    | ラジオ『井ノ上奈々の2〜3次元同好会』エンディングテーマ                 |
| 2013年   |                                                      | |                                         |                                                                        |
| 5月29日  | ラジオCD「井ノ上奈々の2〜3次元同好会」Vol.3          | 井ノ上奈々                                                                                                  | 「コス☆ちぇん!」 「年下マーチ」         |                                                                        |
| 2018年   |                                                      | |                                         |                                                                        |
| 10月10日 | pop'n music うさぎと猫と少年の夢 Original Soundtrack | 井ノ上奈々                                                                                                  | 「君の音とAuftakt」                     | ゲーム『pop'n music うさぎと猫と少年の夢』使用曲                       |

### CD未収録
| High!PARTY5 | ラジオ番組『パーティ5のひまつぶしラジオ』テーマソング | パーティ5名義 |

## 執筆活動

### 脚本
2009年
- ラジオドラマ 娯楽一家パーティ5（『パーティ5のひまつぶしラジオ』内ラジオドラマ：10月 - 2010年10月）

2010年
- ラジオドラマ ぐーちょきぱーてぃー（『Little Nonのアキバラ!!』内ラジオドラマ：10月 - 2011年3月）
- ドラマCD 漂白戦記SUASHI（コミックマーケット79『えりえーる。』、12月）

2012年
- ドラマCD 我ら、帰宅部!!（コミックマーケット82『奈々屋』、8月11日）

2013年
- スマイル☆シューターOPドラマ「寿々子のお仕事日記」（『電人☆ゲッチャ!』第2部：スマイル☆シューター the ニコ生内ボイスドラマ、7月26日）

### コラム
- 井ノ上奈々のポイ捨て禁止!（声優アニメイト（モバイル）：2005年12月 - 2011年2月10日、全199回）[77]
- 井ノ上奈々の『懐炉ぼーど』（アニカン：2010年 - 2011年1月25日、全11回）[78]

### 作詞
- WISH
- snow snow
- コス☆ちぇん!
- 年下マーチ
- High!PARTY5（ノゾミと共同作詞、歌：パーティ5[メンバー 3]）

### その他
2010年
- マジキュー4コマ メモリーズオフ 10th ANNIVERSARY（マジキューコミックス、2月25日）[79]

2011年
- ノン本（コミックマーケット80『ノンと秘密の森の奥』、8月14日）
- ノン本-2-（コミックマーケット81『ノンと秘密の森の奥』、12月31日）

## 同人活動
2011年
- コスプレ写真集CDROM NANACOSTUDIO vol.1（コミックマーケット81委託、12月31日）
- 井ノ上奈々2012卓上カレンダー（コミックマーケット81委託、12月31日）

2012年
- コスプレ写真集CDROM NANACOSTUDIO vol.2（コミックマーケット82、8月11日）
- ドラマCD『我ら、帰宅部!!』（コミックマーケット82、8月11日）

2023年
- 井ノ上奈々 デジタル写真集『ナナイロノキセツ』（4月21日）

## その他
- キッザニア内 声優体験教室指導（2008年）

### 書籍
- インターネットラジオステーション＜音泉＞×Animage -10th Anniversary Memorial Photo & Media Book-（2014年12月29日）